# 9. септембар
9. септембар (9.9.) је 252. дан у години по грегоријанском календару (253. у преступној години). До краја године има још 113 дана.

## Догађаји
- 9 — Битка у Теутобуршкој шуми: германски поглавар Арминије наноси тежак пораз римском војсковођи Вару и уништава римску војску од три легије.
- 337 — После вишемесечног интерегнума синови римског цара Константина Великог Константин II, Констанције II и Констанс I су се прогласили за августе.
- 1776 — Амерички Континентални конгрес увео званичан назив државе Сједињене Америчке Државе, уместо Уједињене колоније.
- 1850 — 
  - Калифорнија је примљена у Унију као 31. америчка савезна држава.
  - Компромисом из 1850. трећина територије на које је Тексас полагао право (данас делови Колорада, Канзаса, Новог Мексика, Оклахоме и Вајоминга) је прешло под федералну управу у замену за преузимање дуга од 10 милиона долара тексашког дуга пре његове анексије.
- 1855 — Окончана је опсада Севастопоља када се руска војска повукла из града.
- 1894 — Кинески револуционар Суен Јатсен је основао Друштво за препород Кине и почео да организује устанак у Кантону, после пораза Кине у рату с Јапаном. Устанак није успео, а учесници ухваћени и погубљени. Суен Јатсен успео да побегне из земље и до револуције 1911. живео у иностранству.
- 1907 — Завршен шаховски турнир у Карлсбаду (Карлове Вари), Чешка победом Акибе Рубинштајна.
- 1914 — У Првом светском рату окончана прва велика битка на Марни у Француској. У јулу 1918. вођена друга битка на Марни, последња немачка офанзива у Првом светском рату.
- 1944 — Дан по уласку совјетских трупа у Бугарску бугарски комунисти преузели власт у земљи.
- 1945 — Трупе САД искрцале се на крају Другог светског рата у Јужној Кореји, совјетске од Јапана преузеле Северну Кореју, а 38. паралела постала линија поделе две корејске државе.
- 1952 — У Београду, на ушћу Саве у Дунав због невремена потонуо брод „Ниш“ који је превозио путнике на линији до Земуна, удавиле се 104 особе
- 1987 — Ирачко ратно ваздухопловство почело серију удара на иранске електричне централе и нафтна постројења.
- 1993 — Израел и Палестинска ослободилачка организација споразумели се о међусобном признању, отварајући пут ка окончању сукоба Арапа и Јевреја.
- 1996 — У тајфуну који је погодио приобална подручја кинеске провинције Гуангдунг погинуло више од 130 људи, на хиљаде повређено.
- 2001 — На председничким изборима у Белорусији победио Александар Лукашенко.
- 2002 — Виши суд у Бијелом Пољу осудио Небојшу Ранисављевића из Деспотовца на 15 година затвора због учешћа у отмици и ликвидацији путника, претежно муслимана, из воза на прузи Београд-Бар у станици Штрпци у фебруару 1993.

## Рођења
- 214 — Аурелијан, римски цар, један од највећих владара 3. века. († 275)
- 1585 — Арман Жан ди Плеси де Ришеље, француски државник, кардинал. († 1642)
- 1737 — Луиђи Галвани, италијански лекар и физичар. († 1798)
- 1772 — Јоаким Вујић, српски књижевник и позоришни писац. († 1847)
- 1828 — Лав Толстој, руски писац. († 1910)[1]
- 1858 — Карл Ауер, аустријски хемичар. († 1929)
- 1886 — Мирко Королија, српски књижевник и политичар. († 1934)[2]
- 1907 — Благоје Марјановић, југословенски фудбалер и фудбалски тренер. († 1984)
- 1908 — Чезаре Павезе, италијански песник, романописац, књижевни критичар и преводилац. († 1950)[3]
- 1922 — Ханс Георг Демелт, немачки и амерички физичар, добитник Нобелове награде за физику (1989). († 2017)
- 1930 — Светозар Кољевић, српски књижевник, историчар књижевности, критичар, преводилац, професор, члан Српске академије наука и умјетности и Академије наука и умјетности Републике Српске. († 2016)[4]
- 1941 — Отис Рединг, амерички соул музичар. († 1967)
- 1941 — Денис Ричи, амерички информатичар. († 2011)
- 1960 — Хју Грант, енглески глумац и продуцент.
- 1961 — Матјаж Кек, словеначки фудбалер и фудбалски тренер.
- 1963 — Роберто Донадони, италијански фудбалер и фудбалски тренер.
- 1966 — Бојана Лекић, српска новинарка и ТВ водитељка.
- 1966 — Адам Сандлер, амерички глумац, комичар, музичар, сценариста и продуцент.
- 1968 — Лила Даунс, мексичка музичарка и глумица.
- 1972 — Горан Вишњић, хрватски глумац.
- 1972 — Шави Пасквал, шпански кошаркашки тренер.
- 1972 — Драган Ристић, српски музичар, глумац, продуцент и новинар, оснивач групе Кал.
- 1973 — Петар Трбојевић, српски ватерполиста.
- 1974 — Драган Шестић, аустралијски рукометаш.
- 1975 — Мајкл Бубле, канадски музичар, музички продуцент и глумац.
- 1980 — Мишел Вилијамс, америчка глумица.
- 1980 — Тему Ранико, фински кошаркаш.
- 1984 — Андреј Сиљнов, руски скакач у вис.
- 1985 — Лиор Елијаху, израелски кошаркаш.[5]
- 1985 — Лука Модрић, хрватски фудбалер.
- 1985 — Џеј Ар Смит, амерички кошаркаш.
- 1987 — Афроџек, холандски музички продуцент и ди-џеј.[6]
- 1987 — Андреа Петковић, немачка тенисерка.
- 1987 — Милан Станковић, српски музичар.
- 1989 — Даирис Бертанс, летонски кошаркаш.
- 1990 — Дејан Кравић, српско-канадски кошаркаш.
- 1999 — Билал Асани, француски певач и јутјубер мароканског порекла.

## Смрти
- 1087 — Вилијам I, нормански војвода и енглески краљ.
- 1513 — Џејмс IV Стјуарт, шкотски краљ.
- 1858 — Богобој Атанацковић, српски књижевник и адвокат. (рођ. 1826)[7][8]
- 1898 — Стефан Маларме, француски писац. (рођ. 1842).
- 1901 — Анри де Тулуз-Лотрек, француски сликар и графичар. (рођ. 1864)
- 1961 — Васа Поморишац, српски сликар, професор Ликовне академије и Академије примењених уметности у Београду
- 1970 — Лојзе Долинар је био југословенски и словеначки вајар.
- 1976 — Мао Цедунг, кинески револуционар и државник.
- 1997 — Предраг Лаковић, српски и југословенски филмски и позоришни глумац (рођ. 1929) [9]
- 2001 — Ахмад Шах Масуд, лидер авганистанске опозиционе Северне алијансе.
- 2003 — Едвард Телер, амерички физичар мађарског порекла. (рођ. 1908).

## Празници и дани сећања
- 1948 — После повлачења совјетске војске на северу корејског полуострва проглашена Демократска Народна Република Кореја с главним градом Пјонгјангом.
- 1991 — Совјетска република Таџикистан прогласила независност.
- Српска православна црква слави:
  - Преподобни Пимен Велики